# Stelle für Jesidische Angelegenheiten
Die Stelle für Jesidische Angelegenheiten e.V. (SJA) ist ein religiöser, kultureller, parteipolitisch unabhängiger und bundesweit aktiver Verein mit Sitz in Berlin, der sich für die Jesiden und deren Integration in Deutschland einsetzt.

## Geschichte
Der Verein wurde am 15. April 2015 in Berlin gegründet und wird seitdem ehrenamtlich von seinen Mitgliedern gestaltet.

## Ziele

### Inhaltliche Schwerpunkte und Projekte
Die SJA ist ein religiöser, kultureller, sozialer und parteipolitisch unabhängiger Verein, der sich für die Erhaltung und Anpassung der jesidischen Religion und Kultur mit dem modernen Weltfortschritt einsetzt. Alle Jesiden, sich zum Jesidentum bekennende Menschen, Anders- und Nichtgläubige mit dem Willen, Jesiden zu unterstützen, finden – unabhängig von ihrer Herkunft – im Verein „Stelle für Jesidische Angelegenheiten“ Aufnahme. Der Verein ist den Prinzipien der Demokratie, Toleranz und gegenseitiger Achtung verpflichtet. 
Der Verein realisiert eigenständige Projekte und unterstützt Personen und Initiativen, die seine positive Sicht von Integration teilen. Auf Ebene der Projekte lassen sich die Aktivitäten des Vereins in drei Bereiche gliedern: Informations- und Bewusstseinsbildung über das Jesidentum, Förderung und Unterstützung von jesidischen Menschen in Deutschland und Vertretung jesidischer Interessen in der Öffentlichkeit.

### Informations- und Bewusstseinsbildung über das Jesidentum
Auf seiner Webseite veröffentlicht der Verein regelmäßig Artikel, Nachrichten und Reportagen über verschiedene Themen jesidischen Lebens, darunter:
- Sakrale Texte, die in Kooperation mit jesidischen Theologen aus Georgien zusammengestellt wurden[2]
- Historische Ereignisse mit Relevanz für Jesiden
- Informationen über jesidische Feiertage, Bräuche und Traditionen

- Aktuelle Lage jesidischer Gemeinschaften in unterschiedlichen Herkunftsländern
- Entwicklungen jesidischen Lebens in Deutschland

- Juristische Aufarbeitung des Völkermordes an den Jesiden

Außerdem führte die SJA verschiedene Aktionen durch, um in der Öffentlichkeit auf das Schicksal der Jesiden aufmerksam zu machen, wie beispielsweise die symbolische Umbenennung von Straßennamen, der Herstellung von gültigen Briefmarken der Deutschen Post mit dem jesidischen Heiligtum in Lalish als Motiv und der Verleihung eines eigens angefertigten „Ring für Menschlichkeit“, der an Menschen nicht-jesidischer Herkunft verliehen wird, die sich in besonderer Weise zum Wohle der Gemeinschaft der Jesiden eingesetzt haben.

### Förderung und Unterstützung von jesidischen Menschen in Deutschland
Um innerhalb und außerhalb der jesidischen Gemeinschaft positive Vorbilder sichtbar zu machen, stellt der Verein in der Rubrik "Jung, Jesidisch, Erfolgreich" regelmäßig junge Jesiden vor, die sich in verschiedenen Bereichen ausgezeichnet haben. Außerdem veröffentlichte der Verein den Comi "FERMAN" des jesidischen Künstlers Sedat Özgen.

### Besonderes politisches Engagement der Stelle für Jesidische Angelegenheiten
Auf Initiative des Co-Vorsitzenden des Vereins, Gohdar Alkaidy, wurde am 25. Juli 2021 eine Petition an den Deutschen Bundestag mit der Aufforderung gerichtet, den Völkermord an den Jesiden durch die Terrormiliz Islamischer Staat vom 3. August 2014 als Völkermord anzuerkennen. Nachdem innerhalb der Unterzeichnungsfrist 19 473 Unterstützer die Forderung online unterstützt und weitere 45 981 auf postalischem Wege die Petition unterschrieben haben, wurde Alkaidy zunächst am 14. Februar 2022 vor den Petitionsausschuss des Deutschen Bundestages und am 20. Juni 2023 vor den Menschenrechtsausschuss des Deutschen Bundestages zur Anhörung geladen. Am 19. Januar 2023 ist der Deutsche Bundestag der Aufforderung zur Anerkennung des Völkermordes an den Jesiden einstimmig nachgekommen.